# Abisynia (Dąbrowa)
Abisynia – część kolonii Dąbrowa w Polsce położona w województwie lubelskim, w powiecie hrubieszowskim, w gminie Hrubieszów.
W latach 1975–1998 miejscowość administracyjnie należała do województwa zamojskiego.